# Holmsjön (Askersunds socken, Närke)
Holmsjön är en sjö i Askersunds kommun och Laxå kommun i Närke och ingår i Motala ströms huvudavrinningsområde. Sjön har en area på 0,344 kvadratkilometer och ligger 168,2 meter över havet.

## Delavrinningsområde
Holmsjön ingår i det delavrinningsområde (651599-143411) som SMHI kallar för Ovan 651764-143632. Medelhöjden är 191 meter över havet och ytan är 8,3 kvadratkilometer. Det finns inga avrinningsområden uppströms utan avrinningsområdet är högsta punkten. Vattendraget som avvattnar avrinningsområdet har biflödesordning 4, vilket innebär att vattnet flödar genom totalt 4 vattendrag innan det når havet efter 162 kilometer. Avrinningsområdet består mestadels av skog (81 procent). Avrinningsområdet har 1,08 kvadratkilometer vattenytor vilket ger det en sjöprocent på 4,6 procent.